# Emadeddin Baghi
Emadeddin Baghi (Shahreza, 25 aprile 1962) è un giornalista e attivista iraniano, imprigionato dalle autorità iraniane.

## Biografia
Mentre studiava teologia, ha ricevuto un master in sociologia e si è battuto contro la pena capitale. È stato insignito di numerosi riconoscimenti per la sua scrittura e le sue attività, tra cui l'International Journalist Award nel 2008 (parte del The Press Awards) e il Premio per i Diritti Umani della Repubblica Francese (2005). Nel 2004 gli è stato conferito il Premio del coraggio civile dall'American Parkinson Fund (2004), anche se gli fu proibito di lasciare l'Iran per ricevere il premio.
Il 31 luglio 2007, Emadeddin Baghi viene condannato a tre anni di carcere dalla sezione 6 della Corte Rivoluzionaria per le accuse di "attività contro la sicurezza nazionale" e "pubblicità a favore degli oppositori del regime".
Aveva criticato le condanne a morte inflitte dopo processi considerati non equi a diversi arabi-iraniani per il loro
presunto coinvolgimento nella realizzazione di attentati ad Ahvaz, nel Khūzestān, tra giugno e ottobre 2005.
Il 29 aprile 2008 la sezione 44 della Corte d'Appello lo ha assolto da queste accuse. Poco dopo, tuttavia, l'accusa ha presentato appello contro l'assoluzione e il caso è stato rinviato per la revisione.
Emadeddin Baghi affronta nuove accuse relative alle sue critiche rivolte alle autorità carcerarie per le violenze contro il difensore dei diritti umani Sayed Ali Akbar Mousavi-Kho'ini nel 2006.
Il 17 agosto 2010 è stato condannato dalla sezione 26 della Corte Rivoluzionaria a sei anni di reclusione con l'accusa di "propaganda contro il sistema" e "collusione contro la sicurezza del regime" in relazione a un'intervista con il defunto Grande Ayatollah Hossein-Ali Montazeri.